# ウェリントン (競走馬)
ウェリントン（Wellington、2016年9月14日 - ）は、オーストラリア生産、香港調教の競走馬。主な勝ち鞍は2021年・2022年のチェアマンズスプリントプライズ連覇、2022年のクイーンズシルバージュビリーカップ、香港スプリント。

## 戦績

### 3歳（2019・20年）
2020年1月27日に沙田競馬場でデビューして勝利。その後2連勝し、4月26日のハンデ戦6着でシーズンを終えた。

### 4歳（2020・21年）
12月26日のハンデ戦を勝利し、年明け初戦の2着を挟んで2連勝した。
重賞初挑戦となったスプリングカップ(G2)は1番人気に推されるも見せ場なく5着に敗れた。
G1初挑戦となったチェアマンズスプリントプライズ(G1)は日本馬ダノンスマッシュなどが出走。道中は中団で追走し、直線で鋭く突き抜けて快勝してG1制覇を果たした。

### 5歳（2021・22年）
11月21日のジョッキークラブスプリント(G2)で始動するも7着に敗れ、12月12日の香港スプリント(G1)でも7着と連敗。年明けの1月23日のセンテナリースプリントカップ(G1)も4着と3連敗を喫した。
2月20日のクイーンズシルバージュビリーカップ(G1)ではスタートは一息で後方3番手となったが、直線で中央に持ち出してから末脚をしっかりと伸ばして先行集団を飲み込み2度目のG1制覇となった。
4月3日のスプリントカップ(G2)では縦長となった馬群で後方3番手で待機し、直線に入ると馬場の中央を伸びてゴール板前でクビ差だけ差し切った。
24日のチェアマンズスプリントプライズ(G1)は中団からやや後方に控え、直線に入ると進出を開始し、残り200mを切ったところで先頭を交わして3連勝で連覇を果たした。

## 血統表
| ウェリントンの血統          | ウェリントンの血統                  | ウェリントンの血統        | （血統表の出典）          | （血統表の出典）  |
| 父系                        | デインヒル系                        | デインヒル系              | デインヒル系              |                   |
| 父 All Too Hard 鹿毛 2009年 | 父の父Casino Prince 鹿毛 2003年     | Flying Spur               | *デインヒル               | *デインヒル       |
| 父 All Too Hard 鹿毛 2009年 | 父の父Casino Prince 鹿毛 2003年     | Flying Spur               | Rolls                     |                   |
| 父 All Too Hard 鹿毛 2009年 | 父の父Casino Prince 鹿毛 2003年     | Lady Capel                | *ラストタイクーン         | *ラストタイクーン |
| 父 All Too Hard 鹿毛 2009年 | 父の父Casino Prince 鹿毛 2003年     | Lady Capel                | Kew Gardens               |                   |
| 父 All Too Hard 鹿毛 2009年 | 父の母Helsinge 鹿毛 2001年生        | Desert Sun                | Green Desert              | Green Desert      |
| 父 All Too Hard 鹿毛 2009年 | 父の母Helsinge 鹿毛 2001年生        | Desert Sun                | Solar                     |                   |
| 父 All Too Hard 鹿毛 2009年 | 父の母Helsinge 鹿毛 2001年生        | Scandinavia               | Snippets                  | Snippets          |
| 父 All Too Hard 鹿毛 2009年 | 父の母Helsinge 鹿毛 2001年生        | Scandinavia               | Song Of Norway            |                   |
| 母 Mihiri 鹿毛 2010年       | 母の父More Than Ready 黒鹿毛 1997年 | *サザンヘイロー           | Halo                      | Halo              |
| 母 Mihiri 鹿毛 2010年       | 母の父More Than Ready 黒鹿毛 1997年 | *サザンヘイロー           | Northern Sea              |                   |
| 母 Mihiri 鹿毛 2010年       | 母の父More Than Ready 黒鹿毛 1997年 | Woodmans Girl             | Woodman                   | Woodman           |
| 母 Mihiri 鹿毛 2010年       | 母の父More Than Ready 黒鹿毛 1997年 | Woodmans Girl             | Becky Be Good             |                   |
| 母 Mihiri 鹿毛 2010年       | 母の母Danoise 2004年 鹿毛           | *デインヒル               | Danzig                    | Danzig            |
| 母 Mihiri 鹿毛 2010年       | 母の母Danoise 2004年 鹿毛           | *デインヒル               | Razyana                   |                   |
| 母 Mihiri 鹿毛 2010年       | 母の母Danoise 2004年 鹿毛           | Sold de Lune              | Law Society               | Law Society       |
| 母 Mihiri 鹿毛 2010年       | 母の母Danoise 2004年 鹿毛           | Sold de Lune              | Truly Special             |                   |
| 母系(F-No.)                 | Piping Peg's Dam系(FN:23)           | Piping Peg's Dam系(FN:23) | Piping Peg's Dam系(FN:23) | [ § 2 ]           |
| 5代内の近親交配             | デインヒル 4×3=18.75%               | デインヒル 4×3=18.75%     | デインヒル 4×3=18.75%     | [ § 3 ]           |
| 出典                        | 1. 2. 3.                            | 1. 2. 3.                  | 1. 2. 3.                  | 1. 2. 3.          |